# Ludwig Hofmeister
Ludwig Hofmeister (Sünching,  1887. december 5.  –  1959. október 3.) német válogatott labdarúgó.

## Pályafutása

### Klubcsapatban
Labdarúgó karrierjét 1904-ben kezdte az FC Bayern München színeiben. A kapuban az 1903-ban távozó Josef Pollack utódja volt. 1913-ig tartott első müncheni ciklusa. 1910-ben és 1911-ben magnyerte a bajor bajnokságot az FC Bayern München színeiben. Távozásának egyik kiváltó oka Karl Pekarna, a nagy hírnévnek örvendő osztrák kapus leszerződtetése volt. 1913-tól 1920-ig a Stuttgarter Kickers hálóőre volt. 1920-tól visszavonulásáig, 1922-ig ismét az FC Bayern Münchenben védett.

### A válogatottban
Az FC Bayern München első válogatottjai közé tartozik. A német válogatottban két alkalommal lépett pályára. 1912. november 7-én a holland válogatott ellen szenvedett 2-3-as vereséget Lipcsében címeres mezben. 1914. december 5-én a holland válogatott elleni az amszterdami 4-4-es mérkőzésen lépett pályára utoljára a német válogatottban.